# Atle Kvålsvoll
Atle Sturla Kvålsvoll (* 10. April 1962 in Trondheim) ist ein Sportlicher Leiter im Radsport aus Norwegen und ehemaliger Radrennfahrer.

## Sportliche Laufbahn
1983 war er erstmals bei den UCI-Straßen-Weltmeisterschaften am Start und wurde als 33. im Straßenrennen der Amateure klassiert. 1984 startete Atle Kvålsvoll im olympischen Straßenrennen der Olympischen Sommerspiele in Los Angeles und belegte Rang 20. Im Jahr darauf wurde er norwegischer Meister in der Mannschaftsverfolgung und gewann eine Etappe der Norwegen-Rundfahrt. 1987 wurde er nordischer Meister im Mannschaftszeitfahren.
1988 erhielt Kvålsvoll einen Vertrag bei Team Z, für das er bis 1992 fuhr. 1989 gewann er die Schweden-Rundfahrt, 1990 die Tour du Vaucluse und 1991 die Trophée des Grimpeurs. Dreimal startete er bei der Tour de Suisse und wurde 1990 Sechster in der Gesamtwertung. 1991 und 1992 entschied er jeweils eine Etappe der  Tour DuPont für sich und wurde in beiden Jahren Zweiter in der Gesamtwertung. 1994 beendete er seine aktive Radsportlaufbahn.

## Sportlicher Leiter und Trainer
Von 1995 bis 2000 war Atle Kvålsvoll Sportdirektor des norwegischen Radsportverbandes NCF. In dieser Funktion legte er besonderen Wert auf die Förderung des Frauenradrennsports in Norwegen. Seit 2011 arbeitet er als Trainer für die norwegische Sportorganisation Olympiatoppen und ist persönlicher Betreuer von Thor Hushovd. Zudem war er von 2011 bis 2017 Sportlicher Leiter des norwegischen Continental Teams Sparebanken Sør, ab 2014 gemeinsam mit seinem Sohn Sebastian.

## Erfolge
1985
- Norwegischer Meister – Mannschaftsverfolgung (mit Olaf Lurvik, Terje Gjengaar und Terje Alstad)
- eine Etappe Norwegen-Rundfahrt

1987
- Nordische Meisterschaften – Mannschaftszeitfahren (mit Morten Sæther, Olaf Lurvik und Kjetil Kristiansen)

1989
- Gesamtwertung und eine Etappe Schweden-Rundfahrt

1990
- Tour du Vaucluse
- Bergwertung Tour de Trump

1991
- Trophée des Grimpeurs
- eine Etappe Tour DuPont

1992
- eine Etappe Tour DuPont

## Grand-Tour-Platzierungen
| Grand Tour            | 1988 | 1989 | 1990 | 1991 | 1992 | 1993 | 1994 |
| --------------------- | ---- | ---- | ---- | ---- | ---- | ---- | ---- |
| Vuelta a EspañaVuelta | –    | –    | –    | –    | –    | –    | –    |
| Giro d’ItaliaGiro     | –    | –    | –    | 30   | –    | –    | –    |
| Tour de FranceTour    | DNF  | 46   | 26   | DNF  | 49   | –    | 79   |

## Teams
- 1988–1989 Z-Peugeot
- 1990 Z-Tomasso
- 1991–1992 Z
- 1993 Subaru-Montgomery
- 1994 Wordperfect